# 斯威夫敦 (密西西比州)
斯威夫敦（英語：Swiftown），又名埃茲拉（Ezra），是位於美國密西西比州利福勒縣的非建制地區。

## 歷史
斯威夫敦的郵局自18886年營運至今。

## 地理
斯威夫敦所處的海拔為高於海平面36米（即118英呎），而該地所採用的時區為UTC-6，即北美中部時區（CST）。同時該地設有夏令時間，為UTC-6調快一小時，即UTC-5（CDT）。